# Greatest Hits (화이트스네이크의 음반)
| 전문가 평가                      | 전문가 평가 |
| 평가 점수                        | 평가 점수   |
| 출처                             | 점수        |
| -------------------------------- | ----------- |
| AllMusic                         | [ 3 ]       |
| Collector's Guide to Heavy Metal | 7/10        |
| MusicHound Rock                  | [ 5 ]       |

《Greatest Hits》는 1980년대 영국의 하드 록 밴드 화이트스네이크의 가장 큰 히트곡들을 모은 첫 번째 컴필레이션 음반이다. 그것은 그들의 음반 《Slide It In》, 《Whitesnake》, 《Slip of the Tongue》의 히트 싱글들을 특징으로 한다. 이 음반에는 이전에 미국에서 사용할 수 없었던 세 개의 트랙도 포함되어 있다.

## 평가
이 음반은 영국 음반 차트에서 4위, 미국 빌보드 200에서 161위를 차지했다. 이 음반은 1998년 9월 미국에서 플래티넘(1,000,000장 판매), 영국에서 골드 인증을 받았다.
싱글 〈Is This Love〉는 《Greatest Hits》를 홍보하기 위해 재발매되었고, 〈Sweet Lady Luck〉(이전 음반 《Slip of the Tongue》의 B-사이드)이 수록되었다. 이 버전은 영국 싱글 차트에서 25위에 올랐다.

## 곡 목록
| #   | 제목                                  | 작사·작곡                      | 재생 시간 |
| --- | ------------------------------------- | ------------------------------ | --------- |
| 1.  | 〈Still of the Night〉                | 데이비드 커버데일, 존 사이크스 | 6:38      |
| 2.  | 〈Here I Go Again (1987 Radio Mix)〉  | 커버데일, 버니 마즈든          | 3:53      |
| 3.  | 〈Is This Love〉                      | 커버데일, 사이크스             | 4:44      |
| 4.  | 〈Love Ain't No Stranger〉            | 커버데일, 멜 갤리              | 4:17      |
| 5.  | 〈Looking for Love〉                  | 커버데일, 사이크스             | 6:31      |
| 6.  | 〈Now You're Gone〉                   | 커버데일, 아드리안 반덴버그    | 4:12      |
| 7.  | 〈Slide It In〉                       | 커버데일                       | 3:20      |
| 8.  | 〈Slow an' Easy〉                     | 커버데일, 미키 무디            | 6:09      |
| 9.  | 〈Judgement Day〉                     | 커버데일, 반덴버그             | 5:16      |
| 10. | 〈You're Gonna Break My Heart Again〉 | 커버데일, 사이크스             | 4:11      |
| 11. | 〈The Deeper the Love〉               | 커버데일, 반덴버그             | 4:22      |
| 12. | 〈Crying in the Rain ('87 version)〉  | 커버데일                       | 5:36      |
| 13. | 〈Fool for Your Loving '89〉          | 커버데일, 마즈든, 무디         | 4:11      |
| 14. | 〈Sweet Lady Luck〉                   | 커버데일, 반덴버그             | 4:34      |

## 인증
| 국가                       | 인증     | 판매량/출하량 |
| -------------------------- | -------- | ------------- |
| 핀란드 (Musiikkituottajat) | 골드     | 21,755        |
| 일본 (RIAJ)                | 골드     | 100,000^      |
| 영국 (BPI)                 | 골드     | 100,000^      |
| 미국 (RIAA)                | 플래티넘 | 1,000,000^    |
| ^출하량을 기반으로 한 인증 |          |               |